# Fluterschen
Fluterschen est une commune d'Allemagne située dans l'arrondissement d'Altenkirchen (Westerwald), en Rhénanie-Palatinat. Elle fait partie de la Verbandsgemeinde Altenkirchen-Flammersfeld. La commune s'étend sur une superficie de 3,37 km2 et se trouve à une altitude d'environ 270 mètres au-dessus du niveau de la mer.

## Démographie
Au 31 décembre 2023, Fluterschen comptait 651 habitants.

## Administration
Le conseil municipal de Fluterschen est composé de douze membres, élus lors des élections municipales allemandes du 26 mai 2019, ainsi que du maire bénévole en tant que président. Lors de ces élections, Ralf Lichtenthäler a été réélu maire avec 86,26 % des voix pour un mandat de cinq ans.

## Histoire
Le blason de Fluterschen représente un léopard doré à double queue, symbole des comtes de Sayn, sur un fond rouge, reflétant l'appartenance historique de la commune à ce comté. Un soc de charrue bleu sur fond doré symbolise l'agriculture locale, tandis qu'une meule noire sur fond argenté fait référence à une ancienne huilerie présente dans la commune.

## Vie associative et sportive
Fluterschen dispose d'un tissu associatif dynamique. Parmi les associations locales, on trouve :
MGV Concordia Fluterschen : un chœur masculin fondé il y a plus de 125 ans.
Frauenchor Concordia Fluterschen : une chorale féminine créée en 1982.
SSV Almersbach-Fluterschen : club de football engagé dans les compétitions locales.
Westerwald-Verein (section de Fluterschen) : association qui promeut la randonnée avec des sorties mensuelles.

## Tourisme et nature
La commune est entourée de sentiers de randonnée bien entretenus, notamment le Panoramaweg Raiffeisenland, qui offre des vues imprenables sur plus de 20 villages environnants. Ces chemins permettent aux habitants et aux visiteurs de profiter des paysages pittoresques du Westerwald.

## Événements marquants
En 2011, Fluterschen a été au centre de l'attention nationale en raison d'une affaire de maltraitance sur enfants, qui a conduit à la condamnation du principal accusé à une peine de prison de 14 ans et six mois, assortie d'une détention de sûreté.

## Source
- (de) Cet article est partiellement ou en totalité issu de l’article de Wikipédia en allemand intitulé « Fluterschen » (voir la liste des auteurs).

[Site officiel de la commune de Fluterschen] https://www.fluterschen.info/unser-dorf/die-ortsgemeinde/
Süddeutsche Zeitung - Affaire de maltraitance (2011)